# CO.RO.
CO.RO. (também apresentado como CORO ou CO.RO), foi um grupo de eurodance formado em 1992 na Itália por Emanuele Cozzi e Maurizio Rossi que tinha como parceria os cantores Jay Rolandi e Lyen. O grupo permaneceu ativo até 1999.

## História
A dupla Emanuele Cozzi (conhecido como Paps) e Maurizio Rossi queriam gravar a canção Master and Servant originalmente do Depeche Mode. A vocalista que eles tinham encontrado não havia agradado eles, então pediram a Taleesa, que já havia trabalhado com Maurizio Rossi em um single chamado "I Say Yeah", para fazer uma audição.
Para fazer um aquecimento vocal, ela começou a cantar a música "Because the Night", originalmente lançada por Patti Smith. Emanuele Cozzi e Maurizio ficaram impressionados com sua voz e como resultado resolveram deixar de lado a música do Depeche Mode e gravar "Because the Night", lançada em 1992 e que fez grande sucesso na Europa. Taleesa foi convidada a participar em algumas faixas do álbum que seria lançado por eles. Ela ainda participou das faixas "I Break Down and Cry", "There's Something Going On" (cover da cantora Frida) e "4 Your Love".
Os outros dois singles do álbum, "I Just Died in Your Arms Tonight" e "Temptation" são cantados por Jay Rolandi.
A partir de 1995, o grupo começou a trabalhar com outra vocalista, Lyen, e juntos lançaram os singles "Run Away" e "Life on Mars?". Lançaram ainda os singles "Do Run to Me", "Lovely Toy" e "Message", antes de acabar com o grupo.

## Discografia

### Álbuns de estúdio
| Ano  | Álbum                                                 |
| ---- | ----------------------------------------------------- |
| 1993 | The Album - Lançado: 1993 - Gravadora: Propio Records |

### Singles
| Ano  | Single                             | Posições nas paradas | Posições nas paradas | Posições nas paradas | Posições nas paradas | Álbum     |
| Ano  | Single                             | AT                   | FRA                  | NL                   | SE                   | Álbum     |
| ---- | ---------------------------------- | -------------------- | -------------------- | -------------------- | -------------------- | --------- |
| 1992 | "Because the Night"                | 14                   | 6                    | 17                   | 26                   | The Album |
| 1993 | "There's Something Going On"       | 21                   | —                    | —                    | 18                   | The Album |
| 1993 | "4 Your Love"                      | —                    | —                    | —                    | —                    | The Album |
| 1994 | "Temptation"                       | —                    | —                    | —                    | —                    | The Album |
| 1994 | "I Just Died in Your Arms Tonight" | —                    | —                    | —                    | 38                   | The Album |
| 1995 | "Run Away"                         | —                    | —                    | —                    | —                    | Singles   |
| 1995 | "Life on Mars?"                    | —                    | —                    | —                    | —                    | Singles   |
| 1996 | "Do Run to Me"                     | —                    | —                    | —                    | —                    | Singles   |
| 1998 | "Lovely Toy"                       | —                    | —                    | —                    | —                    | Singles   |
| 1999 | "Message"                          | —                    | —                    | —                    | —                    | Singles   |